# Беатрис Чебет
Беатрис Чебет (на английски: Beatrice Chebet, родена на 5 март 2000 Керичо) е кенийска спортистка, състезателка по лека атлетика. Олимпийска шампионка на 5000 и 10 000 м от Париж. Световна рекордьорка от Барселона в бягането на 5000 м с 13:54 мин. Чебет става първата жена, слязла под 14 секунди в дисциплината. Шампионка на Африка за 2022 г.

## Успехи
- Африкански шампионат 2022 в Сен Пиер
  -  Шампион: 5000 м. с 15:00.82
- Световно първенство 2022 в Орегон
  -  Вицешампион: 5000 м. с 14:46.75
- Световно първенство 2023 в Будапеща
  -  Бронзов медалист: 5000 м. с 14:54.33
- Игри на Съдружеството 2022 в Бирмингам
  -  Шампион: 5000 м. с 14:38.21
- Световно първенство по крос кънтри 2023 в Батхърст
  -  Шампион: индивидуално с 31:05
  -  Шампион: отборно с 10 т.
- Париж 2024
  -  Шампион: 5000 м. с 14:28.56
  -  Шампион: 10 000 м. с 30:43.25

## Лични рекорди
- 28:54,14 на 10 000 м
- 13:54 на 5000 м[3]
- 8:25.01 на 3000 м
- 8:37.06 на 3000 м с пр.